# 대한민국 임시정부 국무총리
대한민국 임시정부 국무총리는 대한민국 임시정부에서 선출한 국무총리로 초기에는 내각의 수반이었다가, 대통령제 확립 이후에는 2인자로, 이후에는 국무령이라는 이름으로 내각 수반 역할을 수행하다가, 주석제 설치 이후 국무령은 내각의 2인자로 지명되었다. 부주석제 설치와 함께 폐지되었다.

## 역대 국무총리

### 국무총리
| 대수     | 이름   | 임기                               | 비고 |
| -------- | ------ | ---------------------------------- | --- |
| 1대      | 이승만 | 1919년 4월 10일 - 1919년 9월 11일  | |
| 임시     | 이동녕 | 1919년 4월 30일 - 1919년 5월 9일   | 임시정부 수립에도 이승만이 부임하지 않아 임시 국무총리로 취임                                             |
| 2대      | 이동녕 | 1919년 5월 9일 - 1919년 6월 28일   | |
| 임시     | 안창호 | 1919년 6월 28일 - 1919년 9월 11일  | |
| 3대      | 이동휘 | 1919년 9월 11일 - 1921년 3월 16일  | 1920년 7월 31일부터 1920년 9월 27일까지, 두달 임정 외무총장 겸직.                                         |
| 임시서리 | 이동녕 | 1921년 1월 25일 - 1921년 2월 4일   | 1921년 2월 4일, 이동휘 총리의 건강상의 임시적인 요양으로 인해 국무총리 대리로 취임.                       |
| 대리     | 이동녕 | 1921년 2월 4일 - 1921년 5월 16일   | 내무총장 겸직. 1921년 3월 16일, 이동휘 총리의 총리직 사임으로 인해 본격 두달 국무총리 권한대행 업무 수행. |
| 임시대리 | 신규식 | 1921년 5월 16일 - 1922년 4월 12일  | 법무차장 겸직.                                                                                            |
| 임시대리 | 노백린 | 1922년 4월 12일 - 1923년 1월 11일  | |
| 4대      | 노백린 | 1923년 1월 11일 - 1924년 4월 9일   | |
| 임시서리 | 김구   | 1924년 4월 9일 ~ 1924년 4월 23일   | 내무총장 겸직                                                                                             |
| 5대      | 이동녕 | 1924년 4월 23일 - 1924년 12월 11일 | |
| 6대      | 박은식 | 1924년 12월 11일 - 1925년 3월 24일 | |
| 7대      | 노백린 | 1925년 3월 24일 - 1925년 7월 7일   | |
| 8대      | 이동녕 | 1925년 7월 7일 - 1926년 2월 18일   | 1925년 9월 10일 이상룡 임정 시대 국무령제 채택 후 첫 총리.                                                |
| 9대      | 이동녕 | 1926년 2월 18일 - 1926년 7월 29일  | |
| 임시서리 | 양기탁 | 1926년 7월 29일 - 1927년 5월 13일  | |
| 임시대리 | 유동열 | 1927년 5월 13일 - 1927년 8월 19일  | |

### 국무령
주석제 체제하에서의 국무령
| 대수     | 이름   | 임기                                | 비고                         |
| -------- | ------ | ----------------------------------- | ---------------------------- |
| 1대      | 김구   | 1927년 8월 19일 - 1930년 10월 30일  |                              |
| 2대      | 김구   | 1930년 10월 30일 - 1933년 3월 6일   |                              |
| 3대      | 김구   | 1933년 3월 6일 - 1933년 6월 24일    |                              |
| 4대      | 김구   | 1933년 6월 24일 - 1933년 10월 30일  |                              |
| 5대      | 양기탁 | 1933년 10월 30일 - 1935년 10월 30일 |                              |
| 6대      | 송병조 | 1935년 10월 30일 - 1936년 11월 10일 |                              |
| 7대      | 이동녕 | 1936년 11월 10일 - 1939년 10월 23일 | 1939년 10월 23일, 총리 사퇴. |
| 임시대리 | 송병조 | 1939년 10월 23일 - 1940년 2월 15일  |                              |
| 임시서리 | 유동열 | 1940년 2월 15일 - 1940년 10월 9일   | 국무원 참모총장 겸직.        |

### 국무원 참모총장
| 대수 | 이름   | 임기                               | 비고                                                        |
| ---- | ------ | ---------------------------------- | ----------------------------------------------------------- |
| 1대  | 유동열 | 1939년 10월 23일 ~ 1940년 10월 9일 | 1940년 2월 15일부터 1940년 10월 9일까지 임시 총리 서리 겸직 |

## 같이 보기
- 임시정부 역대 각료 목록
- 임시정부 역대 수반 목록